# Qie ting feng yun
Qie ting feng yun – hongkońsko-singapursko-chiński dreszczowiec w reżyserii Feliksa Chonga i Alana Maka, którego premiera odbyła się 24 lipca 2009 roku.

## Fabuła
Johnny (Ching Wan Lau) dowodzi policyjnym zespołem inwigilacyjnym, pracującym nad odkryciem korporacyjnych przestępstw, takich jak wykorzystywanie poufnych informacji. Gdy członkowie zespołu inwigilacyjnego zaczynają wykorzystywać zdobyte informacje dla korzyści osobistych, Johnny orientuje się, że zaczął chronić swoich współpracowników.

## Obsada
Źródło: Filmweb

- Sean Lau – Johnny
- Louis Koo – Gene
- Daniel Wu – Max
- Zhang Jingchu – Mandy
- Michael Wong – Will Ma
- Waise Lee – Low
- Stephen Au – Webber
- Matt Chow – Peter
- Felix Lok – Robert Ha
- Ling Yeung – żona Gene
- Sharon Luk – Mary
- Queenie Chu – Elisha
- Henry Fong – przyszły teść Maksa
- Grace Huang – Jenny
- William Chan – Joe
- Geoffrey Wong – Kenny Fai
- Ben Yuen – Raymend Tsui
- Dominic Lam – inspektor Wong

## Nagrody i nominacje
Źródło: Internet Movie Database.
| Rok  | Nagroda                              | Kategoria             | Nominacja                     | Wynik     |
| ---- | ------------------------------------ | --------------------- | ----------------------------- | --------- |
| 2010 | Hong Kong Film Critics Society Award | Film of Merit         | Film                          | Wygrana   |
| 2010 | Hong Kong Film Critics Society Award | Best Director         | Felix Chong, Alan Mak         | Wygrana   |
| 2010 | Hong Kong Film Critics Society Award | Best Film             | Film                          | Nominacja |
| 2010 | Hong Kong Film Critics Society Award | Best Actor            | Louis Koo                     | Nominacja |
| 2010 | Hong Kong Film Critics Society Award | Best Actor            | Sean Lau                      | Nominacja |
| 2010 | Hong Kong Film Critics Society Award | Best Screenplay       | Felix Chong, Alan Mak         | Nominacja |
| 2010 | Hong Kong Film Award                 | Best Film Editing     | Kwong Chi-leung, Chi Wai Chan | Wygrana   |
| 2010 | Hong Kong Film Award                 | Best Film             | Film                          | Nominacja |
| 2010 | Hong Kong Film Award                 | Best Director         | Alan Mak, Felix Chong         | Nominacja |
| 2010 | Hong Kong Film Award                 | Best Screenplay       | Alan Mak, Felix Chong         | Nominacja |
| 2010 | Hong Kong Film Award                 | Best Actor            | Sean Lau                      | Nominacja |
| 2010 | Hong Kong Film Award                 | Best Supporting Actor | Alex Fong                     | Nominacja |
| 2010 | Asian Film Award                     | Best Editor           | Kwong Chi-leung, Chi Wai Chan | Nominacja |